# Formula One Arcade
Formula One Arcade – gra traktująca o mistrzostwach świata w Formule 1. Wyprodukowana przez Studio 33 i wydana przez Sony Computer Entertainment 19 lipca 2002 roku.

## Rozgrywka
Formula One Arcade jest ostatnią grą o Formule 1 wydaną na PlayStation. Jest grą zręcznościową. Została dostosowana dla graczy początkujących jak i zaawansowanych. Gra posiada oficjalną licencję FIA na bolidy, zespoły, kierowców i tory wyścigowe. Model jazdy zawiera opcję asystenta, ułatwia on prowadzenie bolidu.